# Комсомольская улица (Москва)

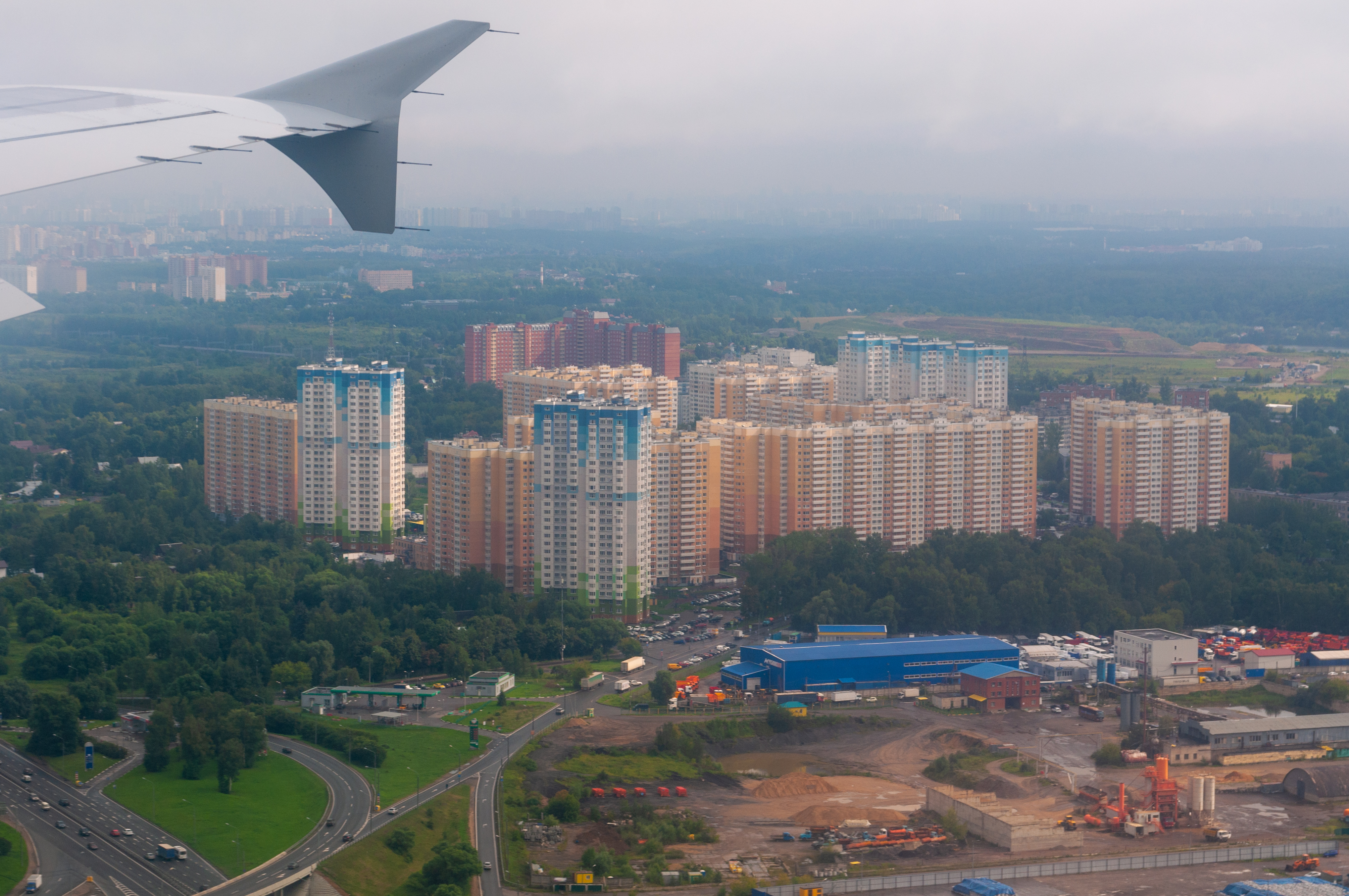
Развязка Ленинградского, Шереметьевского шоссе и Комсомольской улицы (начало). Микрорайон «Синявинская» на Синявинской улице в Молжаниновском районе. Граница Москвы и городского оуруга Химки, 25 июля 2019 года.

Комсомо́льская у́лица — улица на севере Москвы, в Новоподрезково Молжаниновского района, Северного административного округа (САО), от Ленинградского и Шереметьевского шоссе до соединения (примыкания) с Синявинской улицей, 1-й Сестрорецкой улицей в Москве, а далее по Подмосковью к Октябрьской железной дороге (платформа «Подрезково»), до примыканий к Центральной улице, Комсомольскому переулку, Советской, Песчаной и Напрудной улицам городского округа Химки.

## Происхождение названия
Вошла с этим названием в 1985 году в состав Ленинградского района Москвы вместе с частью территории посёлка городского типа (пгт) Новоподрезково (8 улиц).

## Описание
Комсомольская улица начинается в нескольких местах: одно от Ленинградского шоссе, немного западнее его развязки с Шереметьевским шоссе, и два места от Шереметьевского шоссе. Проходит на юго-восток, затем на юг, налево от неё отходит Синявинская улица, затем огибает с востока Черкизовское (Северное) кладбище, поворачивает на юг, слева отходит 1-я Сестрорецкая улица, напротив которой находится садоводческое некоммерческое товарищество «Метростроевец» (внутри два проезда: Цветочный и Сиреневый, почтовый адрес домовладения: Комсомольская улица, домовладение № 1). Затем улица продолжается в микрорайон Подрезково города Химки, Московской области, и заканчивается у платформы «Подрезково» Октябрьской железной дороги, примыкая справа к улице Центральная, Комсомольскому переулку, улицам  Советская, Песчаная и Напрудная городского округа Химки.

## № домов
На Комсомольской улице существуют следующие № домов: 1, 1 строение № 17; 1 строение № 20; 1 строение № 21; 1 строение № 24; 1 строение № 32; 1 строение № 40; 1 строение № 40А; 1 строение № 44; 1 строение № 45; 1 строение № 49; 1 строение № 50; 1 строение № 52; 1 строение № 55; 1 строение № 59; 1 строение № 64; 1 строение № 64А; 1 строение № 65; 1 строение № 66; 1 строение № 67; 1 строение № 69; 1 строение № 70; 2 строение № 1; 3 — Черкизовское (Северное) кладбище; 3А строение № 1; 3А строение № 2; 3А строение № 3; 4 строение № 1; 5 строение № 1; 5 строение № 2; 5 строение № 3; 5А строение № 1; 7 строение № 1; 8 строение № 1; 9 строение № 1.

## Транспорт
Железнодорожная станция  Подрезково.
Автобусы:
- № 30 Станция Химки — Микрорайон Гучковка;
- № 283  Речной вокзал — Комсомольская улица;
- № 283к  Ховрино — Комсомольская улица;
- внутрирайонный (московский) автобусный маршрут № С453 (между микрорайонами, Мелькисарово — Черкизово — Новоподрезково — Новодмитровка — Молжаниновка — Бурцево);
- № 865к  Планерная — Комсомольская улица;